# IC 1456
IC 1456 је лентикуларна галаксија у сазвјежђу Водолија која се налази на листи објеката дубоког неба у Индекс каталогу.
Деклинација објекта је - 12° 43' 55" а ректасцензија 22h 55m 18,2s. Привидна величина (магнитуда) објекта IC 1456 износи 15,0 а фотографска магнитуда 16,0.